# Imatra härad
Imatra härad, före 1977 Jäskis härad, är ett härad i Södra Karelen, tidigare i Viborgs, Kymmene respektive Södra Finlands län.
Ytan (landsareal) var 1910 3786,1 km²; häradet hade 31 december 1908 53.822 invånare med en befolkningstäthet av 14,2 km².

## Ingående kommuner
De landskommuner som hörde till häradet 1910 var Jäskis, Joutseno, Kirvus, Nuijamaa, Rautjärvi, Ruokolax och Sankt Andree. Av dessa överfördes senare Nuijamaa till Stranda härad, medan Vuoksenranta avskildes från Sankt Andree 1924.
Efter fortsättningskriget avträddes hela Kirvus, Sankt Andree och Vuoksenranta, och delar av Jäskis och Rautjärvi. De delar av Parikkala, Saari och Simpele kommuner som fortfarande tillhörde Finland överfördes från Kronoborgs till Jäskis härad. Den kvarvarande delen av Jäskis bildade 1948 tillsammans med delar av Ruokolax och Joutseno Imatra köping. Förutom köpingen bestod häradet då av landskommunerna Joutseno, Parikkala, Rautjärvi, Ruokolax, Saari och Simpele.
Som en följd av kommunsammanslagningar och överföringar mellan härader består häradet sedan 2005 av Imatra stad samt Parikkala, Rautjärvi och Ruokolax kommuner.